# Wabash (Indiana)
Wabash ist eine City in und County Seat des Wabash County im US-Bundesstaat Indiana.

## Geschichte
Wabash war die erste Stadt der Welt, die elektrisch beleuchtet wurde, die Einweihung war am 31. März 1880.

### Einwohnerentwicklung
| Jahr              | Einwohner |
| ----------------- | --------- |
| 2000              | 11.743    |
| 2010              | 10.666    |
| Volkszählung 2020 | 10.440    |

## Persönlichkeiten
- Die indianische Schriftstellerin und Aktivistin Zitkala-Ša besuchte von 1884 bis 1895 die in Wabash gelegene Internatsschule White’s Manual Labor Institute, die von Quäkern geführt wurde.
- Loren M. Berry – Pionier der Yellow Pages
- John W. Corso (1929–2019) – Szenenbildner und Artdirector
- Jimmy Daywalt (1924–1966) – Autorennfahrer
- Crystal Gayle (* 1951) – Country-Sängerin
- Mark Honeywell – Gründer der Honeywell International
- George Mullin – Major League Baseball Werfer 1902–1915, Spitzname „Wabash George“
- Paul K. Weimer (1914–2005) – Physiker